# Richard Puller von Hohenburg
Richard Puller von Hohenburg fue un noble y caballero alsaciano y suizo del siglo XV. Es conocido por sus relaciones homosexuales, su evitación estratégica del enjuiciamiento y posterior ejecución por su homosexualidad el 24 de septiembre de 1482.

## Biografía
Richard Puller von Hohenburg nació como hijo único del exitoso noble Konrad von Hohenburg, descendiente del juglar del siglo XIII Der Püller. Era ciudadano de Estrasburgo en Alsacia y en ese lugar contrajo matrimonio.
En 1463, el noble suizo Wirich von Berstett capturó a un hombre llamado Ludwig Fischer, quien sirviente de Puller, después de haberlo visto vestido con ropa lujosa y con más dinero del que le permitía su posición. En la Europa moderna temprana, los obsequios de ropa a menudo se usaban como evidencia de ofrecer servicios sexuales inadecuados, presentados como una muestra de amor o como un soborno del participante que pagaba. Bajo tortura, Fischer reveló que Puller lo había perseguido románticamente, un acto que usó para su ventaja al chantajear a Puller por dinero y estatus. En consecuencia, Puller fue despojado de sus feudos, que fueron transferidos al obispo de Estrasburgo, Rupert of Palatinate-Simmern, pero no fue llevado a juicio. Poco después, fue puesto en libertad.
Aunque aquella vez logró evadir el proceso judicial, en 1474 Puller fue nuevamente acusado de sodomía. Los enemigos de Puller incluso afirmaron que, en el intervalo entre estos cargos, había sido tan cauteloso de ser descubierto que hizo ahogar a un sirviente que presenció un acto sexual. Incluso frente a una acusación tan severa, Puller logró evadir las consecuencias negativas mediante la manipulación estratégica de su estatus social. Obtuvo, o falsificó, cartas de recomendación de autoridades lejanas, enfrentando a los nobles alsacianos locales contra los poderes imperiales seculares del Sacro Imperio Romano Germánico. En 1476, Puller fue liberado con una serie de condiciones: confesar sus actos, renunciar a sus propiedades y encarcelamiento monástico. Rápidamente fue despojado de sus posesiones alsacianas, pero huyó de Alsacia antes de comenzar una vida monástica, con la intención de recuperar sus propiedades.
En 1476, Puller se dirigió a la Antigua Confederación Suiza, entonces un refugio popular para los criminales europeos, en busca de ayuda para recuperar sus propiedades enajenadas. Pidió ayuda a las autoridades de la ciudad de Berna, quienes rechazaron sus súplicas después de mucha deliberación, y luego a las autoridades de Zúrich, que fueron más serviciales y lo aceptaron. A pesar de esto, los reclamos de propiedad de Puller crearon cierto conflicto entre la Confederación y la ciudad de Estrasburgo, quienes históricamente habían sido aliados cercanos de los suizos. La residencia de Puller en Zúrich se convirtió en una molestia política para la ciudad, cuyas relaciones con Estrasburgo y las demás ciudades de la Confederación estaban en peligro. En 1482, los funcionarios locales descubrieron una relación homosexual entre Puller y su sirviente, Anton Mätzler. El conveniente alivio que proporcionó este juicio a las tensiones entre la Confederación y Estrasburgo no pasó desapercibido para los contemporáneos. De hecho, una fuente (aparentemente de un subordinado de los consejeros) alega que Estrasburgo pagó ocho mil florines a los consejeros por el juicio y ejecución de Puller, aunque la fuente fue definitiva sobre su culpabilidad por los cargos.
El cronista contemporáneo Diebold Schilling el Viejo informó que, como antes, este acto había sido descubierto debido a las jactancias de su sirviente sobre las "ropas preciosas, hermosas camisas y otros tesoros" en su posesión, que los funcionarios habían sospechado que eran regalos sexuales de su maestro. Puller y su sirviente fueron acusados por los funcionarios de "herejía". Bajo tortura de los funcionarios de la ciudad, Puller confesó haber tenido relaciones homosexuales con Mätzler y varios otros hombres. En consecuencia, fue condenado a ser quemado en la hoguera junto a su sirviente en la plaza del mercado de Zúrich. El 24 de septiembre de 1482, una gran multitud se había reunido para ver ejecutar a Puller. Se le pidió que repitiera su confesión, pero se negó, alegando en cambio que la acusación de sodomía era solo una tapadera para los funcionarios de Zürich que deseaban apoderarse de su tierra y fortuna. Uno de los funcionarios mencionados por su nombre era Hans Waldmann, entonces alcalde de Zúrich, que luego fue ejecutado por varios cargos (entre ellos, sodomía) tras una espectacular pero breve e impopular carrera política en Zúrich. Con la ejecución de su último vástago, la noble familia de los von Hohenburg pereció y su nombre pasó a la familia Sickinger.

## Otras fuentes
- «Puller de Hohenbourg». Encyclopédie de l'Alsace 10. Editions Publitotal. 1985. pp. 6203-6204.

- Reinle, Christine (1997). «Konflikte und Konfliktstrategien eines elsässischen Adeligen: Der Fall des Richard Puller von Hohenburg († 1482)».  En Andermann, Kurt, ed. "Raubritter" oder "Rechtschaffene vom Adel"? Aspekte von Politik, Friede und Recht im späten Mittelalter. Sigmaringen: Thorbecke. pp. 89-113.

- Ulrichs, Karl Heinrich (1912). «Ein homosexueller Ritter des 15. Jahrhunderts». Jahrbuch für sexuelle Zwischenstufen 12: 207-30.

- Witte, Heinrich (1895). Der letzte Puller von Hohenburg: Ein Beitrag zur poli-tischen und Sittengeschichte des Elsasses und der Schweiz im 15. Jahrhun-dert sowie zur Genealogie des Geschlechts der Puller [The last Puller of Hohenburg: A contribution to the political and moral history of Alsace and Switzerland in the 15th century as well as to the genealogy of the family of Puller]. Beitrage zur Landes-und Volkskunde von Elsass-Lothringen 4. Strasbourg: J.H.E.Heitz.